# Numancia (Aklan)
Numancia ist eine philippinische Stadtgemeinde in der Provinz Aklan. Sie hat 31.934 Einwohner (Zensus 1. August 2015).

## Baranggays
Numancia ist politisch unterteilt in 17 Baranggays.
| - Albasan - Aliputos - Badio - Bubog - Bulwang - Camanci Norte - Camanci Sur - Dongon East - Dongon West | - Joyao-joyao - Laguinbanua East - Laguinbanua West - Marianos - Navitas - Poblacion - Pusiw - Tabangka |